# 一貫道天皇學院
一貫道天皇學院（又名一貫道學院）是一所位於高雄市六龜區的一貫道研究型私立大學。經中華民國教育部立案承認，准許招收碩士生，於2017年招收學士班，為全球第一所一貫道大學。隸屬於高雄一貫道神威天台山道場。在高等教育深耕計畫中，於2018年拿到517萬經費補助，2023年補助縮減至9萬元。一貫道天皇學院一貫道學系學士班、碩士班、碩士在職專班於113學年度停招，一貫道天皇學院申請自 114 學年度起停辦，教育部原則同意其計畫，需補充學生安置方案後再行審議。
2016年8月高鳳數位內容學院停辦後，其原校地由一貫道天皇學院接收並改為屏東縣私立崇華國民小學。
2025年8月，一貫道天皇學院停辦

## 學校架構
| 教學單位 | 一貫道學系(113年停招) | 一貫道學研究所   | 一貫道學系碩士在職專班 |                  |
| 就業選組 | 長照組                | 素食健康餐飲組   | 文化創意組             |                  |
| 課務活動 | 道學圖書展覽          | 一貫道文物典藏展 | 冬日國際營             | 神威之美攝影比賽 |

## 學生生活

### 社團
現有共計四個社團，皆由學生自願發起與經營，包括:藝文社、運動社、碎金吟社和桌遊社。

### 學生會
隨著學生人數增加，學生會得以成立，曾經舉辦過的活動包括迎新會和聖誕飆歌歡唱比賽。

## 學園設備
- 一貫道天皇圖書館(含崇華國小圖書館)
- 一貫道天皇宿舍

## 交通
- 火車: 先搭乘至高雄車站再轉客運。
- 客運: 於三民公園(博愛路口)搭乘8025號之高雄客運前往六龜站途中於糖部下車。步行四十分鐘後抵達。
- 公路: 由國道十號行駛約五十五分鐘，途經屏10-2鄉道和台28線即可抵達目的地。

## 歷年日間部師生比及新生註冊率
- 112學年度日間部學生人數33，專任老師人數9，日間部師生比3.67（學生數/老師數）。

- 111學年度新生註冊率61.54%。
- 112學年度新生註冊率23.08%。

## 外部連結
- 一貫道天皇學院（页面存档备份，存于）